# Província de Tavuix
Tavuix (armeni Տավուշի մարզ;  [tɑˈvuʃ] (?·pàg.)) és una província situada al nord-est d'Armènia, la capital de la qual és Idjevan. Té frontera amb Geòrgia i l'Azerbaidjan. Compta amb una població de 114.941  habitants en una superfície de 2.704 km² segons cens de 2022.
S'hi troben molts espais protegits, com el parc nacional de Dilidjan i els Santuaris d'Akhnabad Taxus Grove, Arjatkhelni Hazel, Gandzakar, Idjevan i Zikatar.

## Ciutats i assentaments urbans
Les ciutats i assentaments urbans de la província de Tavuix són Ayrum, Berd, Dilidjan Idjevan i Noiemberian.

## Municipis i subdivisions administratives
La província de Tavuix està dividida en els següents municipis urbans: Ayrum, Berd, Dilidjan, Idjevan i Noiemberian. A més, també hi ha els municipis rurals de Achajur, Acharkur, Aknaghbiur, Aigehovit, Azatamut, Berkaber, Ditavan, Gandzakar, Getahovit, Khashtarak, Kirants, Koghb, Lusadzor, Lusahovit, Nerkin Tsaghkavan, Sarigyugh, Sevkar, Vazashen i Yenokavan.

## Cultura i patrimoni

### Fortaleses i ruïnes arqueològiques
- Fortalesa de Tavuix, del segle X.
- Fortalesa de Berdavan, del segle X.
- Castell de Tevrakar, dels segles V-VII.
- Fortalesa d'Aghjakaberd.
- Pont Sranots, dels segles XIII-XIV

### Esglésies i monestirs
- Capella de Tsrviz, del segle V.
- Església de la Santa Mare de Déu de Voskepar, del segle VII.
- Monestir de Kirants, del segle VIII.
- Monestir de Makaravank, del segle X.
- Monestir de Jukhtak Vank, dels segles XI-XII
- Monestir de Goix, del segle XII.
- Monestir d'Aghavnavank, dels segles XII-XIII.
- Monestir de Samsonavank, dels segles XII-XIII.
- Monestir de Shkkmurad, dels segles XII-XIII.
- Monestir de Matosavank, del 1247.
- Monestir Arakelots de Kirants, del segle XIII.
- Monestir de Hakhartsín, a la rodalia de Dilidjan, entre els segles X i XIV.
- Monestir de Nor Varagavank, del segle XIII.
- Monestir de Khoraashat, del segle XIII.
- Monestir de Srvegh, del segle XIII.